# Kupa na Amat'orskata futbolna liga
La Kupa na Amat'orskata futbolna liga (in bulgaro Купа на Аматьорската Футболна Лига?, it. Coppa della lega calcistica dilettantistica), nota in italiano come Coppa di Bulgaria dilettanti, è una competizione calcistica organizzata dalla Federazione calcistica della Bulgaria (BFS) dal 1994.

## Formula
Alla manifestazione partecipano tutti i club calcistici bulgari con status dilettantistico. Il torneo si tiene in tre fasi: la fase regionale, che si svolge da settembre a ottobre, i play-off, che coinvolgono le squadre che vincono la fase regionale e che si svolgono tra novembre e marzo, e la fase finale, con semifinali e finale che si svolgono tra aprile e maggio. Le partite della fase finale si svolgono in campo neutro.

## Albo d'oro
| Anno | Vincitore            | Risultato   | Finalista              | Luogo                                 | Affluenza |
| ---- | -------------------- | ----------- | ---------------------- | ------------------------------------- | --------- |
| 1995 | Septemvri Simitli    |             |                        |                                       |           |
| 1996 | Loviko Suhindol      |             |                        |                                       |           |
| 1997 | Kremikovtsi          |             |                        |                                       |           |
| 1998 | Rodopa Smolyan       |             | Kaliakra Kavarna       | Ovcha Kupel Stadium, Sofia            |           |
| 1999 | Vidima-Rakovski      | 4-3         | Rozova Dolina Kazanlak |                                       |           |
| 2000 | Fairplay Varna       | 0-0 (5-4 p) | Sokol Markovo          | Ovcha Kupel Stadium, Sofia            | 1,000     |
| 2001 | Siera Dimitrovgrad   | 2-0         | Fairplay Varna         | Ovcha Kupel Stadium, Sofia            |           |
| 2002 | Yantra Gabrovo       | 2-0         | Rodopa Smolyan         | Ovcha Kupel Stadium, Sofia            | 175       |
| 2003 | Pomorie              | 1-0         | Bdin Vidin             | Ovcha Kupel Stadium, Sofia            |           |
| 2004 | Dunav Ruse           | 1-0         | Sliven 2000            | Lokomotiv Stadium, Sofia              | 500       |
| 2005 | Haskovo              | 1-1 (5-4 p) | Minyor Pernik          | Lokomotiv Stadium, Sofia              | 1,000     |
| 2006 | Chernomorets Burgas  | 4-1         | Kostinbrod             | Vasil Levski National Stadium, Sofia  |           |
| 2007 | Malesh Mikrevo       | 3-1         | Benkovski Byala        | Hadzhi Dimitar Stadium, Sliven        | 350       |
| 2008 | Kom-Minyor           | 2-1         | Chernomorets Nesebar   | Todor Diev Stadium, Plovdiv           |           |
| 2009 | Pomorie              | 4-1         | Benkovski Byala        | Ticha Stadium, Varna                  | 250       |
| 2010 | Ravda 1954           | 1-0         | Dve Mogili             | Hadzhi Dimitar Stadium, Sliven        |           |
| 2011 | Neftochimic Burgas   | 2-2 (5-4 p) | Spartak Varna          | Hadzhi Dimitar Stadium, Sliven        | 250       |
| 2012 | Vitosha Bistritsa    | 2-1         | Dve Mogili             | Vasil Levski National Stadium, Sofia  | 280       |
| 2013 | Lokomotiv Mezdra     | 1-1 (6-5 p) | Orlovetz Pobeda        | Akademik Stadium, Sofia               |           |
| 2014 | Vereya Stara Zagora  | 2-0         | Minyor Pernik          | Botev 1912 Football Complex, Komatevo | 680       |
| 2015 | Dunav Ruse           | 4-2         | Slivnishki Geroy       | Ivaylo Stadium, Veliko Tărnovo        | 380       |
| 2016 | Nesebar              | 2-0         | Chernomorets Balchik   | Ivaylo Stadium, Veliko Tărnovo        | 250       |
| 2017 | Chernomorets Balchik | 3-0         | CSKA 1948              | Trace Arena, Stara Zagora             | 350       |
| 2018 | Arda Kardzhali       | 1-1 (5-4 p) | Kariana Erden          | Ivaylo Stadium, Veliko Tărnovo        | 450       |
| 2019 | Balkan Botevgrad     | 3-1         | Suvorovo               | Ivaylo Stadium, Veliko Tărnovo        | 300       |

## Vittorie per squadra
| Squadra              | Vittorie | Finali perse | Anni vittorie | Anni finali perse |
| -------------------- | -------- | ------------ | ------------- | ----------------- |
| Dunav Ruse           | 2        | 0            | 2004, 2015    |                   |
| Pomorie              | 2        | 0            | 2003, 2009    |                   |
| Chernomorets Balchik | 1        | 1            | 2017          | 2016              |
| Fairplay Varna       | 1        | 1            | 2000          | 2001              |
| Rodopa Smolyan       | 1        | 1            | 1998          | 2002              |
| Benkovski Byala      | 0        | 2            |               | 2007, 2009        |
| Dve Mogili           | 0        | 2            |               | 2010, 2012        |
| Minyor Pernik        | 0        | 2            |               | 2005, 2014        |

## Vittorie per regione
| Regione          | Vittorie | Vittoria più recente |
| ---------------- | -------- | -------------------- |
| Sud-est          | 10       | 2018                 |
| Sud-ovest        | 6        | 2019                 |
| Nord-ovest       | 5        | 2013                 |
| Nnord-estord-est | 4        | 2017                 |